# Flamin' Hot: la historia de los Cheetos picantes
Flamin' Hot (Flamin' Hot: El sabor que cambió la historia en Hispanoamérica) es una película de comedia dramática biográfica Americana de 2023 dirigida por Eva Longoria en su debut como directora de largometraje. Escrito por Linda Yvette Chávez y Lewis Colick, está basado en las memorias de: A Boy, a Burrito and a Cookie: From Janitor to Executive de Richard Montañez, quien afirmó haber inventado Flamin' Hot Cheetos. La película está protagonizada por Jesse García, Annie González, Dennis Haysbert y Tony Shalhoub .
Flamin' Hot tuvo su estreno mundial en South by Southwest el 11 de marzo de 2023. Fue lanzado el 9 de junio de 2023 por Hulu y Disney + con críticas mixtas.

## Trama
En 1966 en el sureste de California, Richard Montañez crece como un niño trabajador con un padre estricto y un abuelo que le apoyaba. Él conoce su futura esposa, Judy, en el colegio, donde empieza a vender burritos a otros niños. Fue arrestado a una edad joven cuando nadie le creía al decir que él había ganado su dinero de esa forma. En su adultez, Richard y Judy viven sus vidas como matones vendiendo droga, pero su vida cambió por completo cuando Judy se queda embarazada con su primer hijo. Un segundo hijo más tarde, Richard y su familia comienzan luchando intentando llegar a fin de mes mientras él busca trabajo. Eventualmente recurre a su amigo, el antes matón, Tony Romero, quien le ayuda a conseguirle un trabajo en Frito-Lay. A pesar de mentir en su currículum, el jefe Lonny Mason lo contrata. Richard empieza a poner atención a todos los matices de la fábrica y comienza a buscar al ingeniero líder de mantenimiento, Clarence C. Baker, para que le enseñe sobre las máquinas. A pesar de algunas reticencias, Baker acepta y le enseña a Richard cómo operar toda la maquinaria de la fábrica. Desafortunadamente, la administración Reagan comienza a afectar severamente los empleos mal pagados y las acciones de Frito-Lay comienzan a bajar. Esto eventualmente da el resultado de despedir a algunos trabajadores. Roger Enrico, el director de Frito-Lay, publica un video que anima a los trabajadores a "pensar como un director", lo que inspira a Richard.
Después de recoger a sus hijos del colegio, Richard los lleva a por elotes (maíz callejero mexicano). Dándose cuenta de que a su hijo más joven Steven le gusta el picante, a pesar de molestarle, se da cuenta de que la forma de salvar Frito-Lay es lanzar Frito-Lay al mercado latino. Convence a Baker y al resto de trabajadores para que le dejen llevarse unos Cheetos sin sabor a casa, pero Judy le recomienda que hable con su padre Vacho primero sobre un trabajo. Vacho acaba menospreciando el plan de Richard, haciendo que Judy lo apoye aún más. Los Montañezes trabajan sin descanso intentando encontrar el sabor picante perfecto para los Cheetos, eventualmente consiguiendo el resultado correcto. Richard intenta convencer a Lonny de su idea, pero este lo rechaza, obligándolo a colarse y copiar el número de teléfono de Enrico.
Richard consigue comunicarse con Enrico, que está perplejo por haber sido llamado por un conserje. Está intrigado al saber que vio su video y le pide que le envíe sus Cheetos con sabor, los prueba y se engancha de inmediato, organizando una reunión en la fábrica de inmediato. Mientras Lonny está molesto con Richard, Richard se prepara para el lanzamiento y finalmente consigue la aprobación de su padre para defenderlo. Richard procede a hablar desde el corazón y su discurso es aceptado y los Flamin' Hot Cheetos se ponen en producción. Esto da como resultado más puestos de trabajo, el nuevo sabor no es que salga volando de las estanterías. Decepcionados, los hijos de Richard señalan que no hay anuncios del sabor. Richard vuelve al trabajo y ordena a todos que usen sus habilidades para vender el nuevo sabor en la calle. La técnica funciona y Enrico llama a la fábrica para pedir que produzca un pedido aún mayor.
Baker consigue el ascenso que siempre quiso, Richard sigue siendo conserje, aunque Baker le da algo de apoyo. Lonny le pide a Richard que limpie el piso de arriba, solo para encontrar a Enrico, quien le dice que entiende sus dificultades al crecer, antes de revelar que ha sido ascendido a Director de Marketing Multicultural. Richard es aplaudido por todos sus compañeros de trabajo por su éxito y alegremente llama a Judy para contarle las buenas noticias.
Los títulos finales dicen que Richard se retiró de la empresa después de 45 años y que él y Judy siguen juntos.

## Reparto
- Jesse Garcia como Richard Montañez
- Annie Gonzalez como Judy Montañez
- Emilio Rivera como Vacho Montañez
- Vanessa Martinez como Concha Montañez
- Hunter Jones como Lucky Montañez
- Dennis Haysbert como Clarence C. Baker
- Tony Shalhoub como Roger Enrico
- Pepe Serna como Abuelito
- Bobby Soto como Tony Romero
- Jimmy Gonzales como Hector Morales
- Matt Walsh como Lonny Mason
- Brice Gonzalez como Steven Montañez

## Producción
En agosto de 2019, se informó de que Eva Longoria dirigiría Flamin 'Hot, una película sobre Richard Montañez, quien afirmó haber inventado Flamin' Hot Cheetos, con DeVon Franklin produciendo bajo Franklin Entertainment y Searchlight Pictures también produciendo.
Antes del anuncio, en abril de 2019, Frito-Lay informó a Franklin Entertainment que la historia de Montañez sobre la creación de los Flamin 'Hot Cheetos fue disputada después de que se inició una investigación interna el año anterior, pero los productores optaron por continuar con la premisa original. El guion se tuvo que reescribir antes del rodaje debido a la publicación de un artículo de Los Angeles Times en mayo de 2021 que cuestionaba la historia de Montañez.
En mayo de 2021, Jesse García y Annie González se unieron al elenco de la película. La película completó la producción en agosto de 2021 y el elenco se anunció en ese momento.

## Exactitud histórica
Aunque Flamin' Hot se anuncia como una historia real, la autenticidad de la historia de Montañez se volvió dudosa después de que Los Angeles Times publicara un artículo detallado que la examinaba, con la corroboración de NPR . .

### Creación de Flamin' Hot Cheetos
Como se enseña en la película, Montañez afirma que se sintió animado por el mensaje de Roger Enrico que decía: "piensa como un CEO" e inventó Flamin' Hot con su esposa Judy como un proyecto de bricolaje, llevándose a casa Cheetos sin sabor en bolsas de basura para experimentar cuando la máquina se rompió y los dejó sin sazonar. Montañez dijo que el número de teléfono de Enrico se situaba en el directorio de la empresa. Llamó a Enrico para presentarle su idea de un producto dirigido a los latinos, y organizó una presentación de ventas en la que entregó bolsas caseras cerradas y selladas por una plancha de ropa y logotipos dibujados a mano. En 1991 presentó el producto y le otorgaron un mercado de prueba en Los Ángeles, antes de un lanzamiento nacional en 1992. Los informes de LA Times y NPR contradicen esta historia. Frito-Lay le dijo al LA Times: "Valoramos las contribuciones de Richard a nuestra empresa, sus conocimientos sobre los consumidores hispanos, pero no le damos crédito a él por la creación de Flamin' Hot Cheetos ni de ningún producto Flamin' Hot". Se le dijo a NPR: "No le damos crédito a él por la creación del producto". McCormick descubrió la especia Flamin' Hot y envió las muestras iniciales a Frito-Lay el 15 de diciembre de 1989. A partir de agosto de 1990, Frito-Lay empezó a probar Lay's, Cheetos, Fritos y Bakenets picantes en Chicago, Detroit y Houston, y Roger Enrico se unió a Frito-Lay a principios de 1991. A Lynne Greenfeld se le atribuye la gestión del equipo que desarrolló Flamin' Hot Cheetos, con contribuciones de Fred Lindsay. Según Al Carey, exejecutivo de Frito-Lay, y Patti Reuff, ex asistente de Enrico, Montañez lanzó un producto parecido, pero no podría haber sido antes de 1992. Carey dijo que el producto fue aprobado y vendido en California usando condimentos del Medio Oeste . De hecho, Montañez ascendió de un puesto básico a ejecutivo de marketing, y participó en el lanzamiento de nuevos productos como Flamin' Hot Popcorn en 1993, seguido de dos tipos de Fritos: Flamin' Hot and Lime y Chile Corn Chips.  Roberto Siewczynski, quien trabajó en Frito-Lay como consultor enfocado en latinos, aclaró que los eventos que Montañez ha descrito en realidad fueron durante el mercado de prueba de Sabrositas en 1994.

### Otros detalles y respuestas
Montañez dijo que fue conserje durante el desarrollo de Flamin' Hot Cheetos y es retratado como tal en la película,  pero en realidad había sido operador maquinista desde 1977.  La película presenta una recesión económica durante la presidencia de Ronald Reagan que provocó despidos y también el mensaje de Enrico. En realidad, Estados Unidos experimentó una recesión a principios de la década de 1980 que empezó antes de las elecciones presidenciales de 1980, seguida de un crecimiento económico constante y una disminución del desempleo hasta julio de 1990.  Roger Enrico se unió a Frito-Lay a principios de 1991, dos años después de que Reagan dejara el cargo. Frito-Lay eliminó 1800 puestos de trabajo más tarde ese mismo año.
Clarence Baker, interpretado por Dennis Haysbert, se basó en un compañero de trabajo que tenía Montañez. Falleció varios años antes de la producción de la película y se usó un nombre diferente para el personaje.
El coguionista Lewis Colick afirmó: "Creo que la historia es suficientemente cierta", y añadió: "He escrito muchas historias reales, como ' Octubre Sky '. No todo en la historia es exacto. Siempre estoy detrás de la esencia de la historia". La directora Eva Longoria respondió a las críticas sobre la precisión de la película, y dijo: "Siempre hemos estado contando la historia de Richard Montañez y estamos diciendo su verdad. No estábamos haciendo una película sobre la historia del Flamin' Hot Cheetos. Estamos contando la historia de Richard Montañez.” También admiti que la escena en la que los compañeros de trabajo de Montañez aplauden su ascenso es "lo único que no sucedió". La película se proyectó en la Casa Blanca. Un funcionario que habló de forma anónima declaró que no es un documental y que se demostró que refleja a estadounidenses de diferentes orígenes .

## Estreno
Flamin' Hot tuvo su estreno mundial en South by Southwest (SXSW) el 11 de marzo de 2023. Fue lanzado tanto en Hulu como en Disney+ el 9 de junio de 2023. La película se proyectó en el jardín sur de la Casa Blanca el 15 de junio de 2023. El presidente Joe Biden y la directora Eva Longoria, una destacada activista demócrata, compartieron comentarios en el evento, promocionándolo como la primera proyección en la Casa Blanca de una película centrada en personajes hispanos, en América Latina se estrenó también además de Disney+, en Star+.

## Recepción

### Audiencia
Según TV Time de Whip Media, Flamin' Hot estuvo en el top 7 como la película más reproducida en todas las plataformas en los Estados Unidos, durante la semana del 11 de junio de 2023, y la top 9 durante la semana del 16 de junio de 2023. Pero según el agregador de transmisión Reelgood, Flamin' Hot fue el décimo programa más reproducido en todas las plataformas en los Estados Unidos, durante la semana del 8 de junio de 2023, y el noveno durante la semana del 15 de junio de 2023.

### Respuesta crítica
En la revisión de la web Rotten Tomatoes, el 68% de las 121 críticas son positivas, con la calificación de 6.1/10. La conclusión de la web fue: "Flamin' Hot puede tener un poco más de su parte de calorías vacías, pero la historia es divertida para sentirse bien, sigue siendo un snack cinematográfico decente." Metacritic, que usa un peso promedio calificó la película con un 58 de 100, basada en 31 críticas indicando: “críticas promedio o variadas”.
Carlos Aguilar de Los Angeles Times dijo: "Flamin' Hot resulta ser un placer para la multitud, sorprendentemente agradable. Principalmente funciona porque García, González y Longoria están de acuerdo en un enfoque conmovedor, pero no exagerado, que cristaliza la fortaleza específica de extraer esperanza de una lucha terrible". Brian Lowry de CNN dijo que Eva Longoria hizo un "trabajo admirable al exprimir toodo lo que pudo de esta historia de indefensos", y escribió: "Presentado de manera divertida, es el tipo de snack cinematográfico levemente sabroso que no se adhiere exactamente a tus costillas".
John Nugent de Empire califíco la película con 3 de 5 estrellas, elogió las actuaciones de Jesse García y Annie Gonzales y felicitó la dirección de Eva Longoria. Clarisse Loughrey de The Independent le dio una calificación de 3 de 5 estrellas, elogió la química entre Jesse García y Annie Gonzales y afirmó que la película "mantiene a la audiencia alerta" gracias a Eva Longoria.
Brian Tallerico de RogerEbert.com escribió: "'Flamin' Hot' tiene tanto que decir sobre la cultura que nunca le da a sus personajes espacio para respirar fuera del mensaje que da la película". Es una película que no parece contar una historia real tanto como una que salió de una línea de productos de una fábrica de Frito-Lay". Mónica Castillo, que también escribe para RogerEbert.com, le dio a la película 2 de 4 estrellas: "En general, 'Flamin' Hot' es más cursi que picante. Su enfoque en el mantra "Si, se puede... trabajar y ganar dinero" apaga los sabores de lo que hace que la película sea agradable: la familia en el centro del impulso de supervivencia de Richard".

### Premios
Flamin' Hot recibió el Premio al mejor público en el Festival de Cine y TV SXSW de 2023. Eva Longoria fue una de las 10 directoras premiadas durante el Festival Internacional de Cine de Palm Springs por su contribución a la película.